# Geishouse
Geishouse [ɡaisuz]  est une commune française située dans la circonscription administrative du Haut-Rhin et, depuis le 1er janvier 2021, dans le territoire de la Collectivité européenne d'Alsace, en région Grand Est.
Cette commune se trouve dans la région historique et culturelle d'Alsace.
Ses habitants s'appellent les Geishousois.

## Géographie
Le village de Geishouse est dominé par plusieurs points culminants des Vosges. Il est situé à l'écart de la route RN 66 qui va de Thann au col de Bussang et près du village de Moosch. Geishouse se trouve sur la route 13 B VIII à droite de Moosch en venant de Mulhouse. L'endroit permet aussi de rejoindre la Voie Verte du Haag qui débouche sur la route des crêtes juste sous le Grand Ballon. 
C'est une des 188 communes du parc naturel régional des Ballons des Vosges.
|              | Lautenbachzell | Soultz-Haut-Rhin   |
| Saint-Amarin | Geishouse      | Goldbach-Altenbach |
|              | Moosch         | Willer-sur-Thur    |

### Lieux-dits et écarts
- Langmatt
- La Höhe
- Runtz
- Bachmatt
- Lachen
- Steinmatt
- Renenbach

### Cours d'eau
- le Bachmattrunz et le Wissbach, affluents de la Thur (France).
- le Mühlerruntz.

### Hydrographie

#### Réseau hydrographique
La commune est dans le bassin versant du Rhin au sein du bassin Rhin-Meuse. Elle est drainée par le ruisseau Wissbach et le ruisseau du Grand Ballon,,.

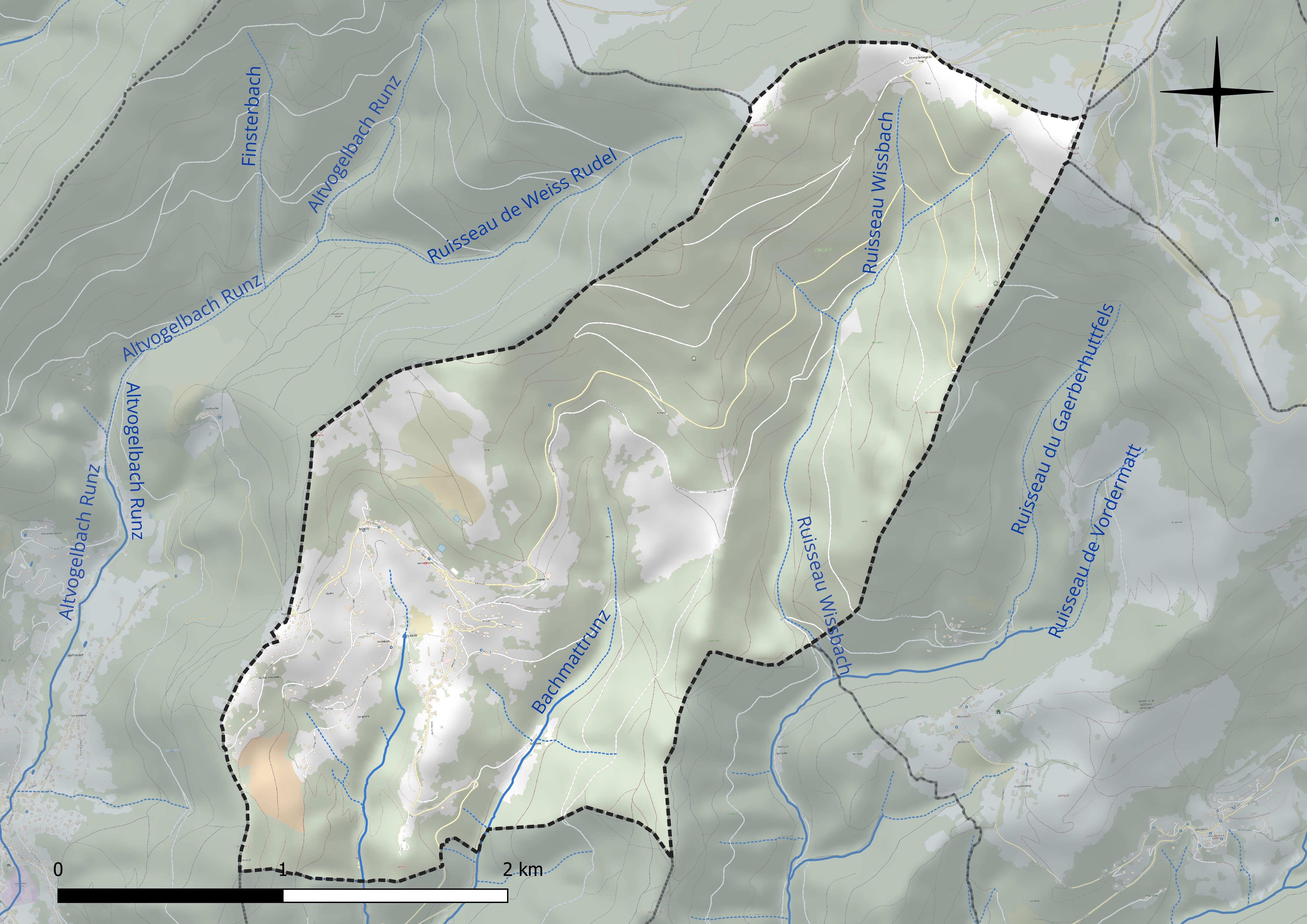
Réseau hydrographique de Geishouse.

#### Gestion et qualité des eaux
Le territoire communal est couvert par le schéma d'aménagement et de gestion des eaux (SAGE) « Thur ». Ce document de planification concerne le bassin versant de la Thur. Ce territoire s'étend sur 544 km2. Le périmètre a été arrêté le 4 mars 1996 et le SAGE proprement dit a été approuvé le 14 mai 2001. La structure porteuse de l'élaboration et de la mise en œuvre est la Direction départementale de l'agriculture et de la forêt du Haut-Rhin. 
La qualité des cours d’eau peut être consultée sur un site dédié géré par les agences de l’eau et l’Agence française pour la biodiversité. 

### Climat
Pour des articles plus généraux, voir Climat du Grand Est et Climat du Haut-Rhin.
En 2010, le climat de la commune est de type climat de montagne, selon une étude du Centre national de la recherche scientifique s'appuyant sur une série de données couvrant la période 1971-2000. En 2020, Météo-France publie une typologie des climats de la France métropolitaine dans laquelle la commune est exposée à un climat semi-continental et est dans la région climatique  Vosges, caractérisée par une pluviométrie très élevée (1 500 à 2 000 mm/an) en toutes saisons et un hiver rude (moins de 1 °C). 
Pour la période 1971-2000, la température annuelle moyenne est de 8,9 °C, avec une amplitude thermique annuelle de 17,4 °C. Le cumul annuel moyen de précipitations est de 1 523 mm, avec 13 jours de précipitations en janvier et 11,6 jours en juillet. Pour la période 1991-2020, la température moyenne annuelle observée sur la station météorologique de Météo-France la plus proche, « Bits.-lès-Thann », sur la commune de Bitschwiller-lès-Thann à 6 km à vol d'oiseau, est de 10,0 °C et le cumul annuel moyen de précipitations est de 1 309,4 mm. 
La température maximale relevée sur cette station est de 38,9 °C, atteinte le 7 août 2015 ; la température minimale est de −19,5 °C, atteinte le 12 janvier 1987,,. 
Les paramètres climatiques de la commune ont été estimés pour le milieu du siècle (2041-2070) selon différents scénarios d'émission de gaz à effet de serre à partir des nouvelles projections climatiques de référence DRIAS-2020. Ils sont consultables sur un site dédié publié par Météo-France en novembre 2022.

## Urbanisme

### Typologie
Au 1er janvier 2024, Geishouse est catégorisée petite ville, selon la nouvelle grille communale de densité à sept niveaux définie par l'Insee en 2022.
Elle est située hors unité urbaine et hors attraction des villes,.

### Occupation des sols
L'occupation des sols de la commune, telle qu'elle ressort de la base de données européenne d’occupation biophysique des sols Corine Land Cover (CLC), est marquée par l'importance des forêts et milieux semi-naturels (80,4 % en 2018), en augmentation par rapport à 1990 (78,6 %). La répartition détaillée en 2018 est la suivante : 
forêts (68,2 %), milieux à végétation arbustive et/ou herbacée (12,2 %), zones urbanisées (9 %), zones agricoles hétérogènes (7 %), prairies (3,6 %). L'évolution de l’occupation des sols de la commune et de ses infrastructures peut être observée sur les différentes représentations cartographiques du territoire : la carte de Cassini (XVIIIe siècle), la carte d'état-major (1820-1866) et les cartes ou photos aériennes de l'IGN pour la période actuelle (1950 à aujourd'hui).

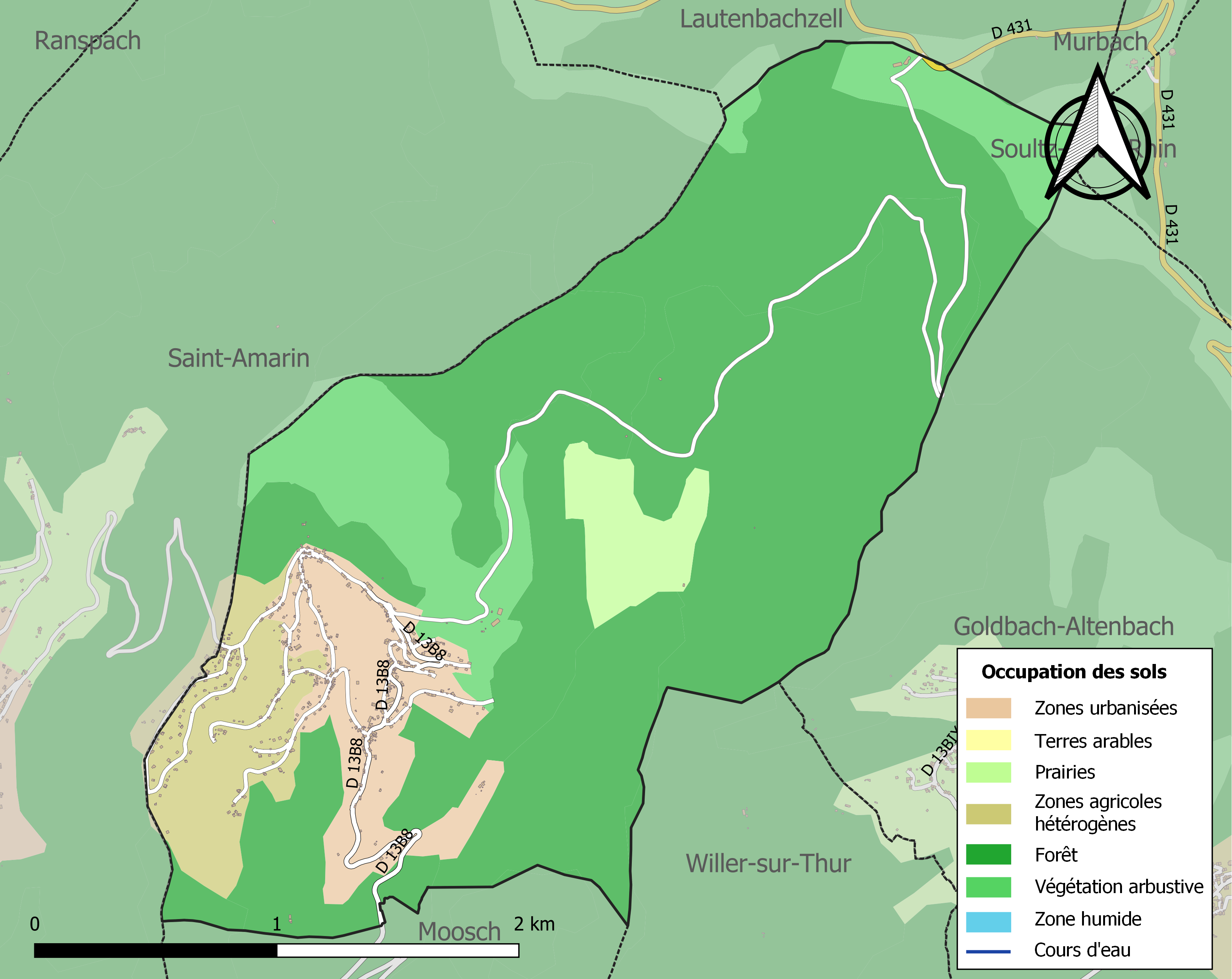
Carte des infrastructures et de l'occupation des sols de la commune en 2018 (CLC).

## Toponymie
- Geishusen (1135), Geisshusen (1394), Geishuss (1576), Geishausen (1793)

## Histoire

### Origine du nom
Geishouse est probablement dérivé du dialecte alsacien Geiss = chèvre et de Husen = habitations.

### Apparition du village
Geishouse est un village coquet en demi-cercle, haut perché, entre 650 et 780 mètres d'altitude et est le plus élevé de l'arrondissement. Il s'appuie sur les contreforts sud du Grand Ballon et du Storkenkopf, les deux plus hauts sommets vosgiens. Il est connu depuis 1135 sous le nom de Geishusen dépendant alors de l'abbaye de Murbach qui administre le village. Pendant le haut Moyen Âge, le village est confié au bailliage de Saint-Amarin dépendant de Murbach qui est chargé de protéger les intérêts des moines. Ce sont les Lorrains qui au XIe siècle viennent s'installer en défrichant les terres et forêts encore sauvages et sont à l'origine de la création du village. Vers 1532, on recense dans le village dix fermes soumises à l'impôt.

### Un village essentiellement agricole
Autrefois village essentiellement agricole, Geishouse vivait de l'agriculture et de l'élevage de bovins qui constituaient les principales ressources des habitants. Vers 1616, Geishouse ne compte que 20 ménages dans des groupes de maisons dispersées.

### Guerre de Trente Ans
Mais cette tranquillité sera vite assombrie par toutes sortes de malheurs : peste, famine etc. Au cours de la guerre de Trente Ans, les Suédois ravagent le village. Sur 900 habitants que compte la paroisse de Saint-Amarin dont Geihouse fait partie, il reste à peine 150 habitants. En 1679, le traité de Nimègue mettant fin aux hostilités, on compte dans le village 8 bourgeois dont 23 enfants. Il existe en outre 18 bêtes à cornes et trois chevaux. Avant la fin de l'Ancien Régime se développe timidement le tissage à coton à domicile.  Des usines et mines remplacent peu à peu l'agriculture. Cependant, les mines et les machines utilisent de plus en plus de bois, au point qu'il vint à manquer aux habitants même faisant renchérir les prix qui deviennent inabordables, ce qui amène un appauvrissement de la population.

### La Révolution
La Révolution de 1789 a des répercussions jusqu'à Geishouse. Le 25 juillet, apprenant la prise de la Bastille, une partie de la population de la vallée se révolte, rejoignant les autres cortèges qui arrivent des autres coins des villages. Pendant de nombreux siècles, la principale activité des habitants est l'élevage et l'agriculture. La population désabusée par tant de désinvolture et de mépris  accueille favorablement la Révolution et la prise de la Bastille le 25 juillet 1789. L'Ancien Régime est mis à bas, et partout se mettent en place spontanément des comités qui soutiennent leurs revendications. La population de Geishouse se joint aux nombreux cortèges qui marchent vers Guebwiller, siège d'un énorme rassemblement venant apporter son soutien à la nouvelle République autoproclamée. Un premier recensement officiel en date du 15 septembre 1790 fait apparaître à Geishouse une population de 552 âmes répartie dans 103 foyers, dont 93 journaliers. Les nouvelles autorités révolutionnaires abolissent les anciens privilèges du clergé et de la noblesse et procèdent à des élections au suffrage universel pour élire un maire. La première mesure du Conseil municipal sera de demander l'autonomie de la commune qui interviendra en 1800, ouvrant de nouveaux droits pour les habitants.

### Le redémarrage de l'économie
Celui-ci et le nouveau Conseil municipal revendiquent dès 1803 la jouissance de la forêt et des parcelles labourables qu'avaient accaparées les seigneurs de l'Ancien Régime. Avec la fin de l'Ancien Régime, le tissage se développe, employant de nombreux habitants de la vallée et conservant des activités paysannes. Le 13 mai 1829, le conseil municipal fait construire un bâtiment pour abriter la maison commune (mairie), l'école et le logement de l'instituteur. La montée en puissance de l'industrie du textile condamne les métiers à bras installés chez les particuliers dont les revenus étaient souvent aléatoires. Cette industrialisation bat son plein entre 1803 et 1810 permettant à de nombreux habitants de Geishouse de trouver de nouveaux débouchés plus rémunérateurs.

### La période napoléonienne
Entre 1813 et 1815, la chute de Napoléon entraîne dans son sillage la traversée de la vallée par les troupes russes, bavaroises et wurtembergoises ne molestant ni la population et ne commettant pas de pillages. Le 10 mai 1841, Geishouse possède enfin sa nouvelle école rénovée qui est située dans la maison Pfeiffer inhabitée depuis un certain temps. Mairie et école partagent le même toit.

### Construction de l'église

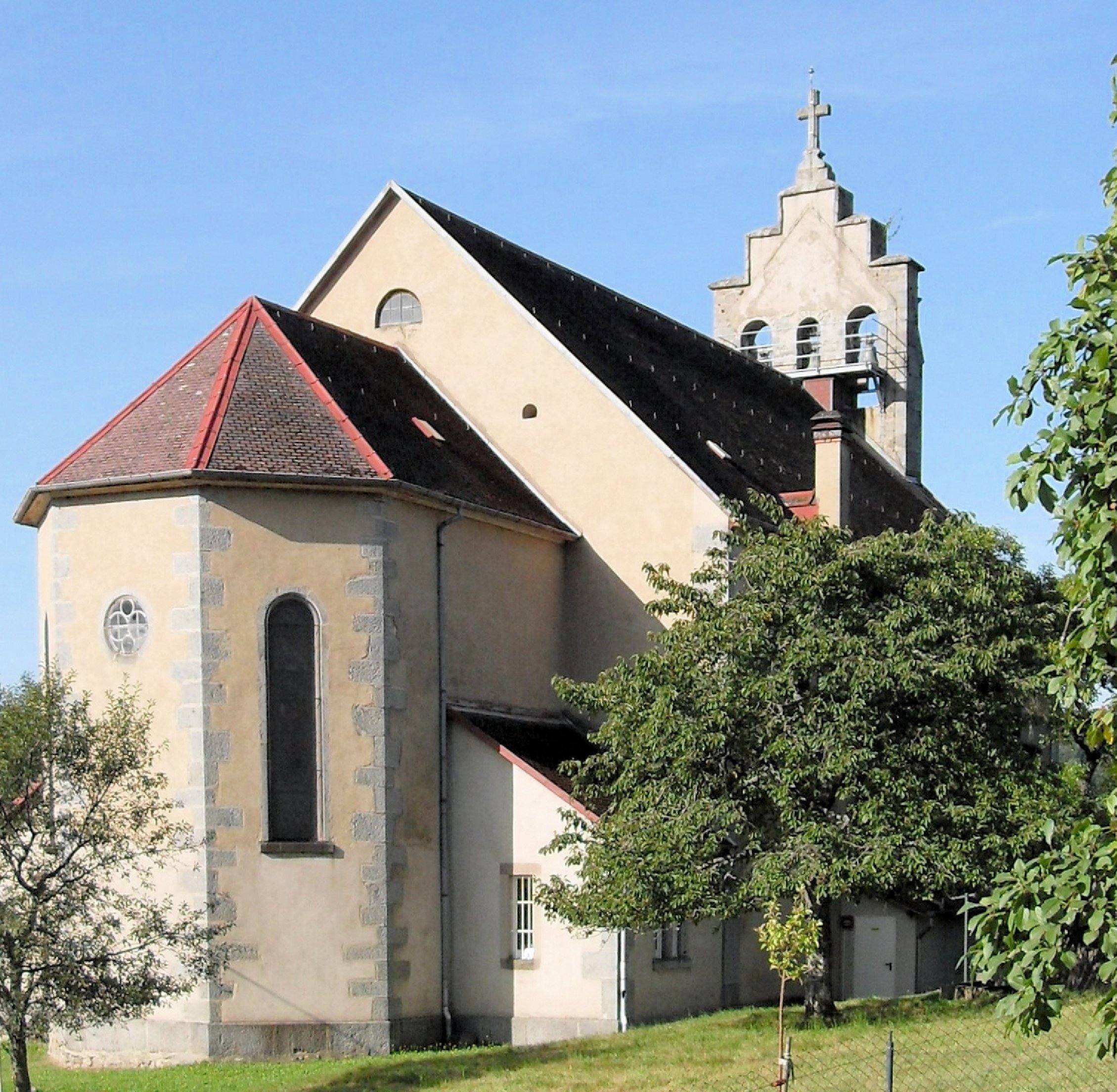
Saint-Sébastien.

Le village, qui dépendait jusqu'à présent de la paroisse de Saint-Amarin, devient autonome à partir du 29 octobre 1860. Une église va être construite et un nouveau curé est chargé d'administrer la nouvelle paroisse. Le 1er novembre 1857 est installé le nouveau cimetière juste à côté de l'église. Pour rehausser le tout, l'administration municipale décide l'achat de trois cloches.

### La guerre de 1870
En 1870, la guerre éclate. L'administration devient allemande, les prix augmentent et la population a le sentiment de s'appauvrir. En 1888, les ouvriers de la vallée se révoltent pour demander des augmentations de salaire. En 1909, un terrible incendie détruit de nombreuses maisons dans le village.

### Les deux guerres mondiales
En août 1914, la guerre éclate. Les troupes françaises traversent la vallée arrivant par le col d'Oderen et de Bussang. Geishouse reste aux mains des français pendant toute la Première Guerre mondiale, alors que le reste de la vallée est libéré par les troupes françaises en 1918. Après avoir pansé les plaies infligées durant les combats, la vie reprend le dessus, faisant repartir l'économie du pays.
La commune a été décorée le 30 janvier 1923 de la croix de guerre 1914-1918.
En 1940, la guerre éclate de nouveau, l'Alsace est annexée par le Reich allemand et les jeunes gens devront revêtir l'uniforme allemand. La libération du village interviendra le 4 février 1945.

### Héraldique
| Blason de Geishouse | Les armes de Geishouse se blasonnent ainsi : « De gueules au bouc d'argent contourné et accorné de même, posé sur un coupeau de sinople mouvant de la pointe. » |

## Politique et administration

### Budget et fiscalité 2014

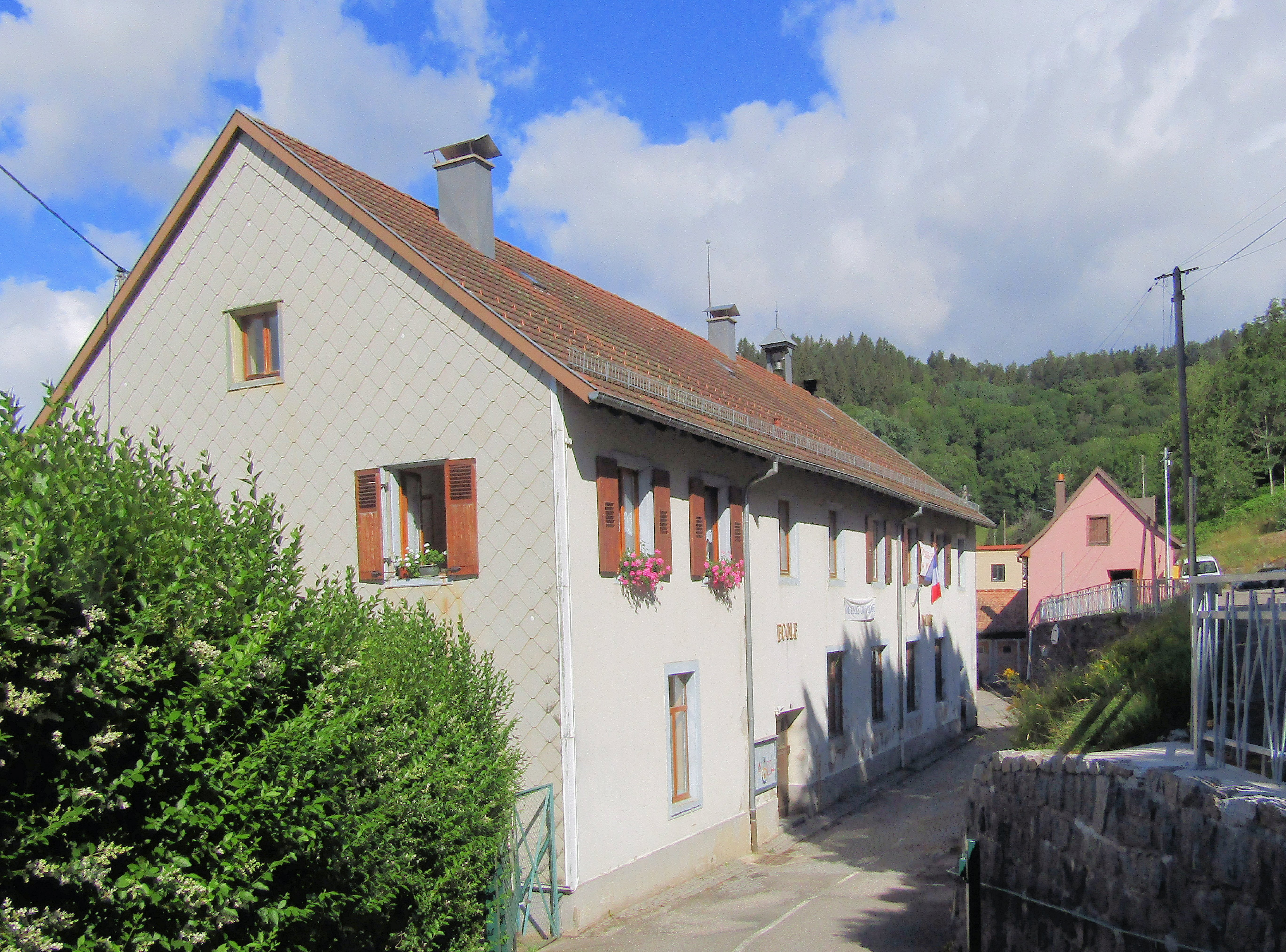
La mairie-école.

En 2014, le budget de la commune était constitué ainsi :
- total des produits de fonctionnement : 424 000 €, soit 858 € par habitant ;
- total des charges de fonctionnement : 379 000 €, soit 767 € par habitant ;
- total des ressources d'investissement : 124 000 €, soit 251 € par habitant ;
- total des emplois d'investissement : 41 000 €, soit 81 € par habitant ;
- endettement : 197 000 €, soit 398 € par habitant.

Avec les taux de fiscalité suivants :
- taxe d'habitation : 10,07 % ;
- taxe foncière sur les propriétés bâties : 12,65 % ;
- taxe foncière sur les propriétés non bâties : 96,55 % ;
- taxe additionnelle à la taxe foncière sur les propriétés non bâties : 0,00 % ;
- cotisation foncière des entreprises : 0,00 %.

### Liste des maires
| Période                                  | Période  | Identité           | Étiquette | Qualité              |
| ---------------------------------------- | -------- | ------------------ | --------- | -------------------- |
| mars 2001                                | 2008     | Yvette Ehlinger    |           |                      |
| mars 2008                                | mai 2020 | Gilles Steger      |           | Secrétaire de mairie |
| mai 2020                                 | En cours | Claude Kirchhoffer |           |                      |
| Les données manquantes sont à compléter. |          |                    |           |                      |

## Démographie
L'évolution du nombre d'habitants est connue à travers les recensements de la population effectués dans la commune depuis 1800. Pour les communes de moins de 10 000 habitants, une enquête de recensement portant sur toute la population est réalisée tous les cinq ans, les populations de référence des années intermédiaires étant quant à elles estimées par interpolation ou extrapolation. Pour la commune, le premier recensement exhaustif entrant dans le cadre du nouveau dispositif a été réalisé en 2005.

En 2022, la commune comptait 429 habitants, en évolution de −4,03 % par rapport à 2016 (Haut-Rhin : +0,66 %, France hors Mayotte : +2,11 %).
| 1800 | 1806 | 1821 | 1831 | 1836 | 1841 | 1846 | 1851 | 1856 |
| ---- | ---- | ---- | ---- | ---- | ---- | ---- | ---- | ---- |
| 588  | 480  | 671  | 804  | 869  | 859  | 920  | 887  | 826  |

| 1861 | 1866 | 1871 | 1875 | 1880 | 1885 | 1890 | 1895 | 1900 |
| ---- | ---- | ---- | ---- | ---- | ---- | ---- | ---- | ---- |
| 852  | 864  | 868  | 873  | 859  | 806  | 814  | 774  | 767  |

| 1905 | 1910 | 1921 | 1926 | 1931 | 1936 | 1946 | 1954 | 1962 |
| ---- | ---- | ---- | ---- | ---- | ---- | ---- | ---- | ---- |
| 750  | 671  | 632  | 626  | 551  | 525  | 482  | 456  | 421  |

| 1968 | 1975 | 1982 | 1990 | 1999 | 2005 | 2006 | 2010 | 2015 |
| ---- | ---- | ---- | ---- | ---- | ---- | ---- | ---- | ---- |
| 402  | 352  | 376  | 423  | 472  | 489  | 487  | 486  | 454  |

| 2020 | 2022 | - | - | - | - | - | - | - |
| ---- | ---- | - | - | - | - | - | - | - |
| 438  | 429  | - | - | - | - | - | - | - |

- population provisoire pour 2005 : 489

## Lieux et monuments

### Église Saint-Sébastien
Geishouse, rattachée à la paroisse de Saint-Amarin, éprouve le besoin de se séparer de la mère-église. Une demande de séparation est donc formulée, qui est acceptée est entérinée le 24 décembre 1856. La commune octroie généreusement des terrains à la nouvelle paroisse et lance en 1859 les travaux de construction de la nouvelle église qui sera placée sous le vocable de saint Sébastien et de saint Wendelin, patron secondaire. La nouvelle église sera achevée le 1er novembre 1857, ainsi que le cimetière autour, et sera bénie par le nouveau curé le même jour. Le 29 octobre 1860, la commune décide l'achat de trois cloches pour la nouvelle église. N'ayant pas l'argent nécessaire pour la construction d'une tour, elle opte pour un clocher ajouré en forme de campanile, ce qui rend les trois cloches visibles.
Un orgue est réalisé par les frères Georges et Nicolas Verschneider de Puttelange-aux-Lacs en 1863,.

### Ancienne chapelle Saint-Sébastien
Cette chapelle fort ancienne est citée pour la première fois en 1647. Il est fort probable qu'elle devait déjà exister bien avant cette date. Cette chapelle qui avait son propre gardien servait d'église paroissiale avant la construction de l'église du village. Le gardien était chargé de sonner plusieurs fois par jour pour annoncer les bonnes et les mauvaises nouvelles et appeler les fidèles à la messe. En 1859, la chapelle est vendue à un particulier qui la transforme en maison d'habitation. Il n'existe plus alors de clocheton et des dépendances y sont ajoutées.

### Ancienne borne
On trouve encore des bornes de l'ancienne frontière entre la France et l'Allemagne (1871 – 1918), avec les marques F côté France et D côté Allemagne – Deutschland.

### Grotte de Lourdes
Voir la Liste de répliques de la grotte de Lourdes : Département du Haut-Rhin : Geishouse,.

### Monuments et lieux de commémoration
Monument aux morts des guerres 1914-1918 et 1939-1945, situé en face de l'église,,.
À l'entrée du village, un « Espace des Anciens Combattants » a été aménagé et inauguré en novembre 2005.

## Jumelages
- Souvigny-en-Sologne,  France[36].